# Gare du Nord USFRT (métro de Paris)
 (avril 2021).
Si vous disposez d'ouvrages ou d'articles de référence ou si vous connaissez des sites web de qualité traitant du thème abordé ici, merci de compléter l'article en donnant les références utiles à sa vérifiabilité et en les liant à la section « Notes et références ».
Pour les articles homonymes, voir Gare du Nord.
Gare du Nord USFRT (unité spécialisée en formation et réglementation du transport) est le nom donné à l'ancien terminus Gare du Nord de la ligne 5, avant le prolongement vers le nord-est en 1942. Cette station est située dans le 10e arrondissement de Paris.
La station et les voies voisines servent actuellement de centre de formation.

## Évolution de la station et des voies aux alentours

### Avant 1942: terminus de la ligne 5

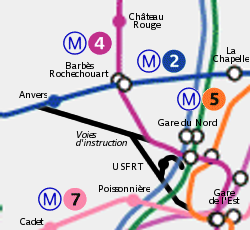
Emplacement de l'ancien terminus sur un plan des stations à proximité.

Après la station Gare de l'Est, la voie de la ligne 5 emprunte le même tunnel que la ligne 7 sur une centaine de mètres. La ligne 7 passe alors sous la ligne 5 et continue dans le sous-sol de la rue de Chabrol. La ligne 5 emprunte le tracé du boulevard de Magenta avant de tourner rue de Saint Quentin, puis tourner une première fois à gauche pour passer sous la rue de Dunkerque (façade de la Gare du Nord), et une seconde fois à gauche pour rejoindre le boulevard de Denain, sous lequel se trouve l'ancien terminus. La voie regagnait ensuite le boulevard Magenta, qu'elle parcourait en sous-sol durant environ 150 mètres avant de « boucler la boucle » et regagner la Gare de l'Est.

### Après 1942: prolongement de la ligne 5 à Pantin
Lors de son prolongement jusqu'à Église de Pantin, la station ne répondait plus aux besoins : il fallait soit la modifier profondément, soit construire une nouvelle station. C'est cette seconde solution qui sera retenue. Celle-ci se situera sous la rue du Faubourg-Saint-Denis, le nouveau tunnel prend sa source au niveau du côté Est de l'ancienne boucle terminale, à l'intersection entre la rue de Saint-Quentin et la rue La Fayette.
La station désaffectée sert d'abord de lieu de stockage durant les années 1940.

### Destruction partielle du tunnel au profit du RER
La boucle terminale de la ligne 5 a été coupée à la fin des années 1970 lors du creusement du tunnel entre Châtelet - Les Halles et Gare du Nord du RER B, utilisé depuis également par le RER D.
Le tronçon détruit se situe dans le sous-sol entre l'intersection entre la rue de Saint-Quentin et la rue La Fayette et l'intersection entre la rue de Saint-Quentin et la rue de Dunkerque.

## Accès

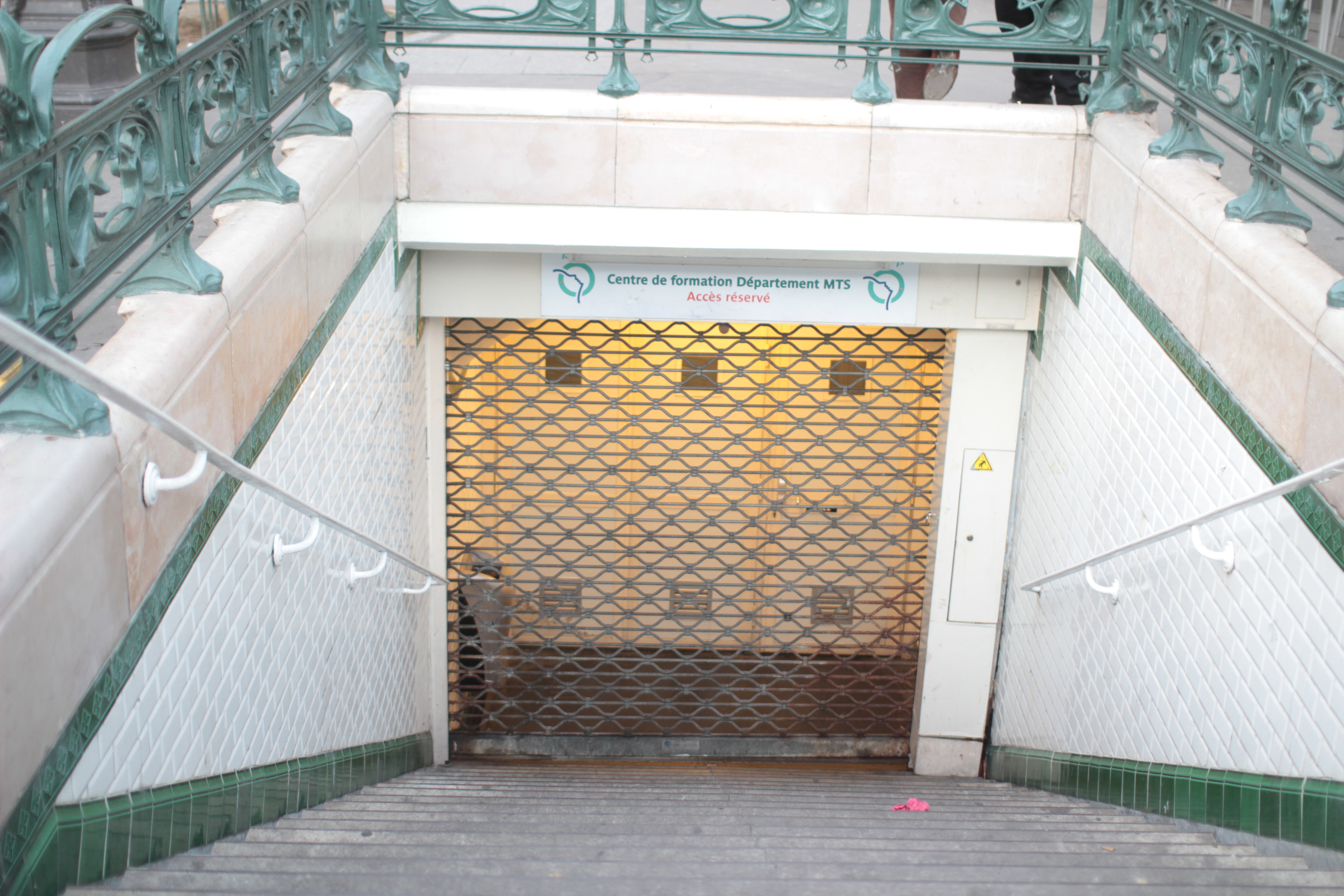
Entrée, fermée au public, du centre de formation, au sud du boulevard de Denain.

La station, située au-dessous du boulevard de Denain, comportait trois accès « directs » (en plus des accès en correspondance depuis la gare ferroviaire et depuis la ligne 4).
Les deux accès au nord du boulevard sont ouverts au public ; ils débouchent sur l'ancien couloir de correspondance. Des indices (carrelage biseauté derrière des portes de service, etc.) permettent de deviner les anciens accès au terminus aujourd'hui condamnés.
Au sud, l'accès de métro est condamné par une porte en bas de l'escalier ; une enseigne « centre de formation » rappelle la nouvelle finalité de l'endroit.

## Centre de formation
Les voies sont utilisées aujourd'hui pour l'entraînement des conducteurs de métro. Pour cela, plusieurs signaux fictifs sont placés le long de la voie, ainsi que de multiples panneaux de stations fixés à même le tunnel (République, Gare de l'Est, Bastille, etc).

Quelques vues des installations
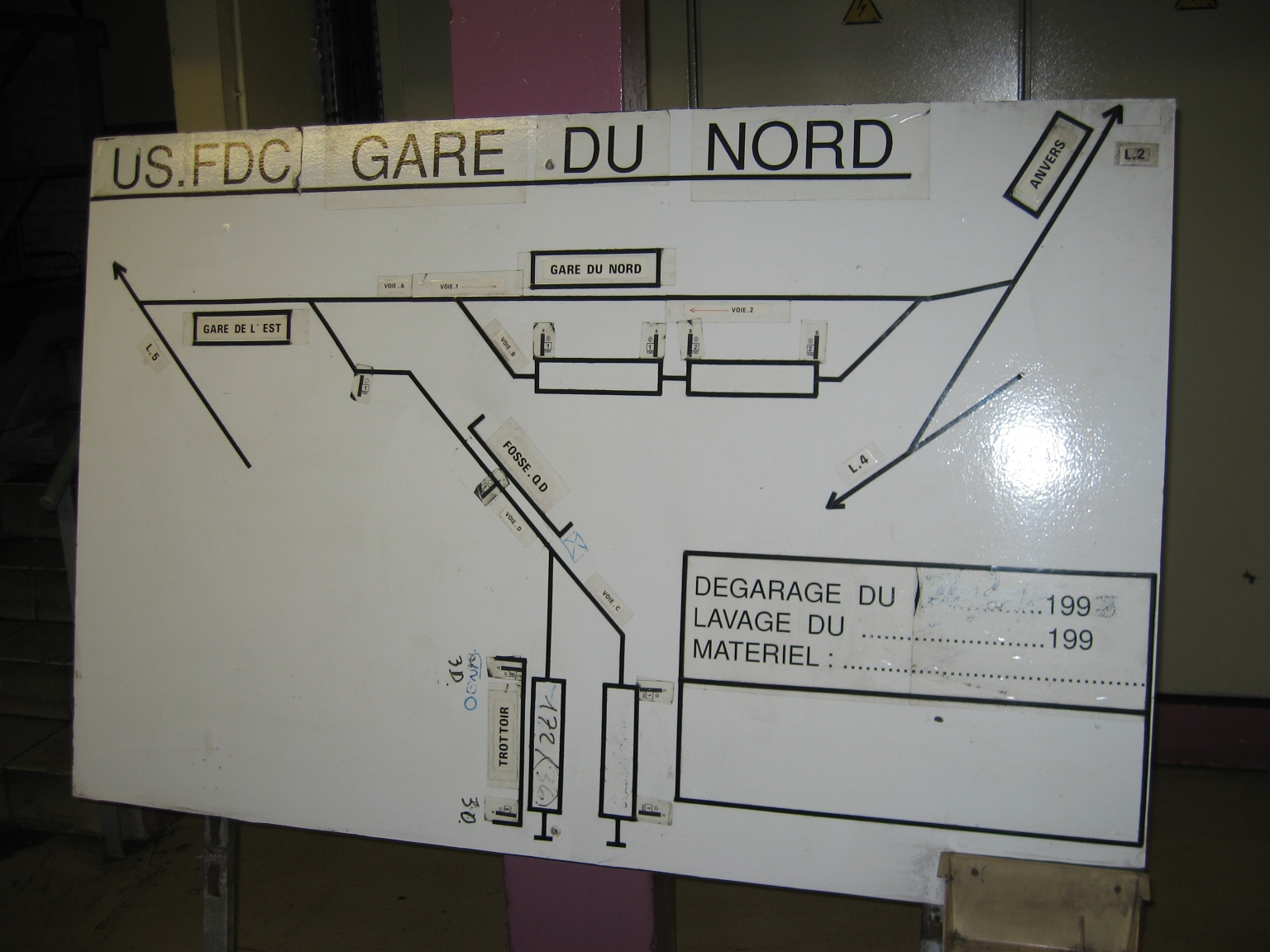
Plan de Gare du Nord USFRT.
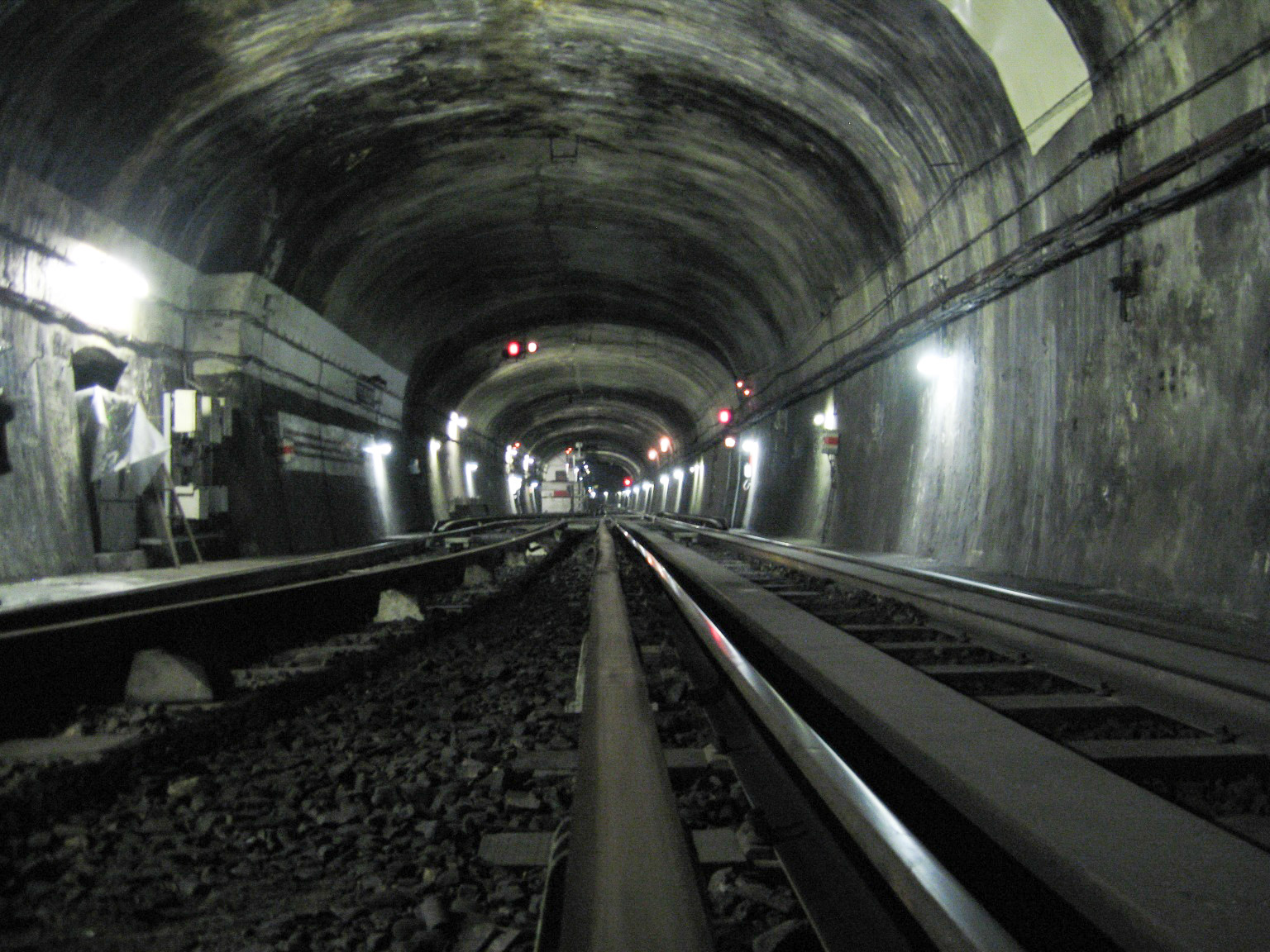
Vers la fausse Gare de l'Est d'instruction depuis l'intersection avec la voie de la fosse (tout au fond, le raccordement de la ligne 5).
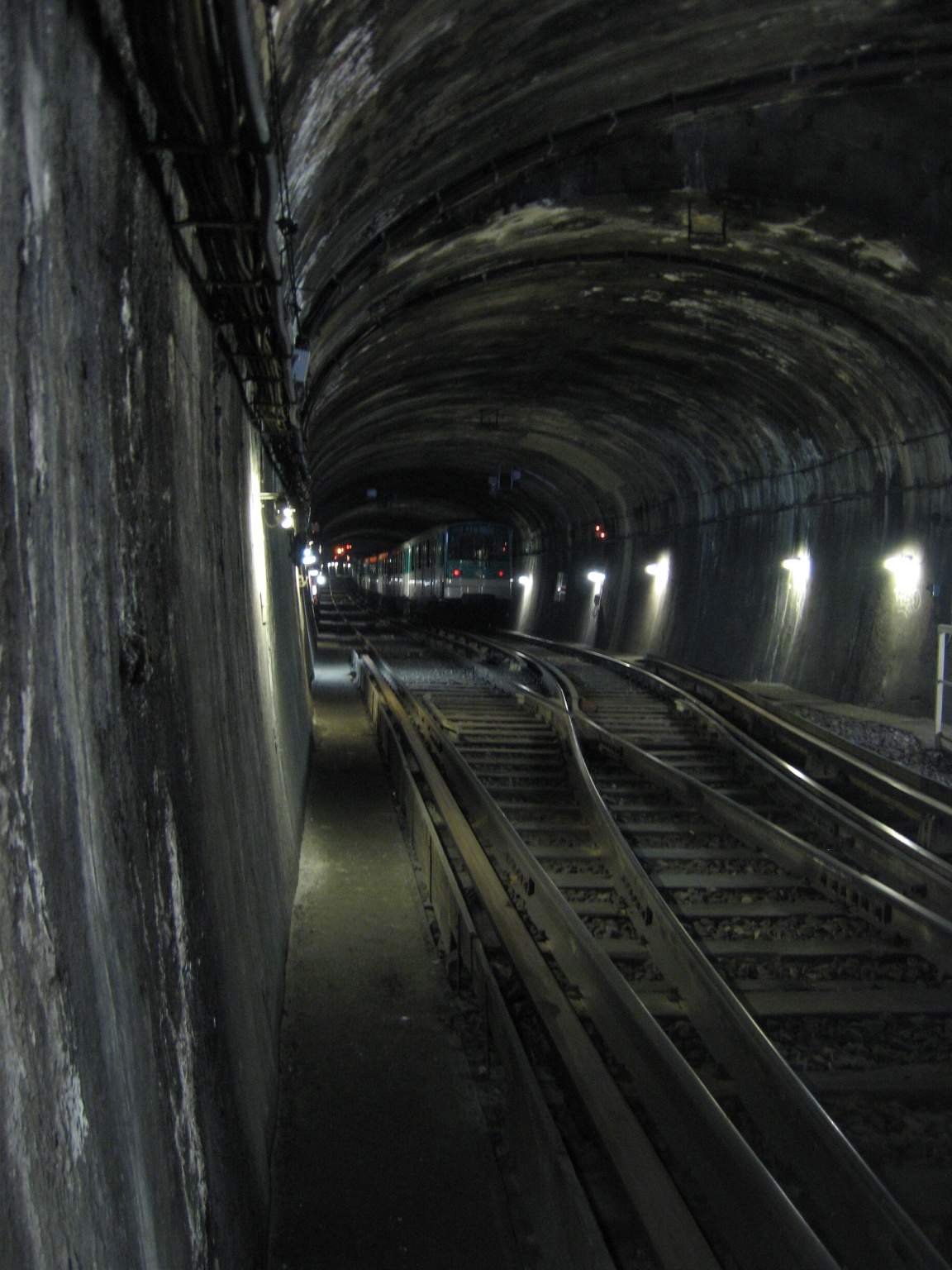
Vue vers le raccordement avec les lignes 2 et 4 depuis l'intersection avec la voie de la fosse.
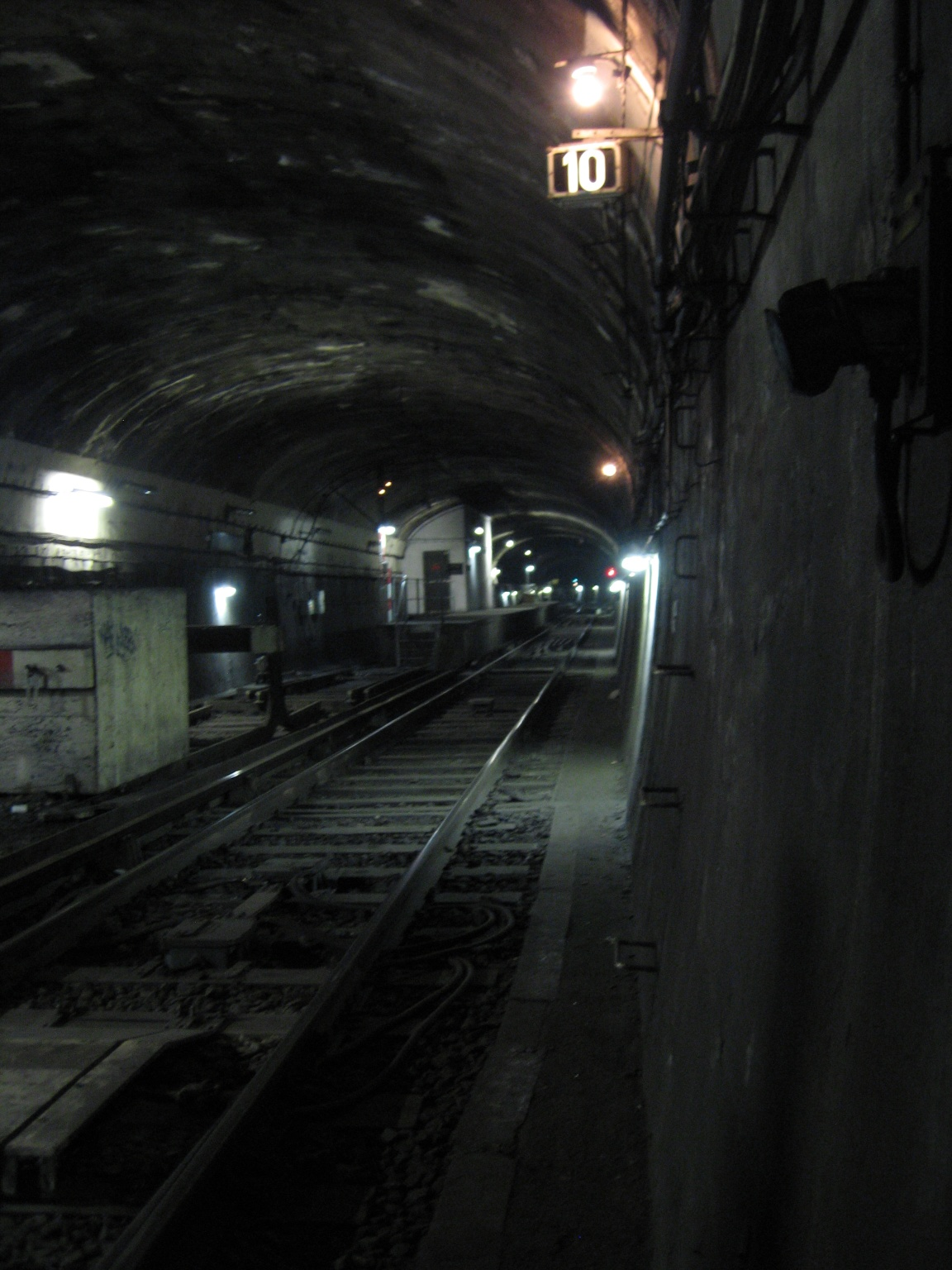
Vue vers le raccordement avec la ligne 5 depuis l'intersection avec la voie de la fosse.

## Le matériel roulant
Les rames affectées au centre ont la particularité de ne plus posséder de sièges à l'intérieur de leurs voitures, ces dernières n'étant plus destinées au service voyageurs, et modifiées pour simuler des pannes.
Depuis longtemps, le centre d'instruction s'est servi du prototype Zébulon (002) en acier inoxydable, puis le prototype C1A (004) est venu par la suite s'y ajouter. Il disposait également du prototype C2A, dit Bonbonnière, mais il a finalement rejoint la ligne 3 en service voyageurs au début des années 2000.
Un MF 77 et un MF 88 furent un temps affectés à l'USFRT.
Il utilisait les rames MF 67 D no 3060 et 3072, provenant de la ligne 9. La rame 3060 a finalement été désaffectée du centre ; elle a, pendant un moment, été pelliculé « Train d'essai » concernant les essais OCTYS à Porte de Charenton, avant que la rame MF 01 no 049 ne prenne la relève, provoquant sa mise au rebut et sa réforme en juillet 2011. Elle a été remplacée par la rame MF67 type E n°349 venant de la ligne 2.
La réforme des matériels MF 67 E de la ligne 2 a permis d'affecter progressivement cinq rames (311, 314G, 331, 341 et 349) au centre d'instruction, provoquant de ce fait la réforme des quatre autres rames précédentes entre 2009 et 2011.
Les rames MF 67 E affectées au centre sont marqués « FRT » à l'avant pour indiquer leur affectation au centre ; ce marquage n'a pas été reconduit sur les rames MF 67 D.
La mutation des rames MF67 de formation II de la ligne 9 à la ligne 12 vers 2016/2017 a entrainé un surplus de cinq rames qui ont été dans un premier temps garées. Puis quatre d'entre elles (3 026, 3 033, 3 035 et G 3 056) ont rejoint le centre d'instruction, ce qui a permis de réformer les MF67 de type E de la formation. La dernière rame (3 013) est garée dans la boucle de retournement de la station Villiers sur la ligne 3.
En janvier 2022, une rame MF 01, en l'occurrence la rame no 001 provenant de la ligne 9, rejoint le centre d'instruction.